# Rochett

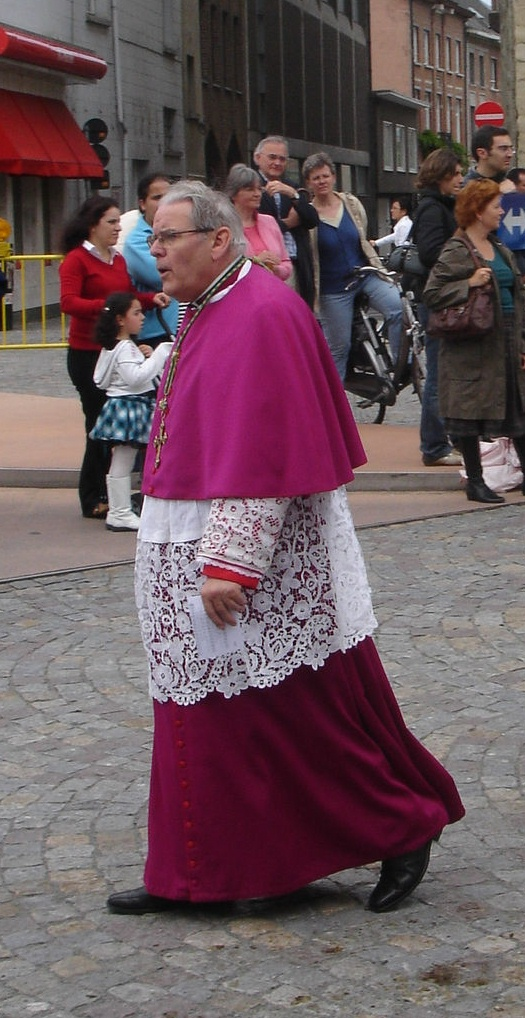
Exempel på rochett buren under mozettan - här av en biskop.

Rochett är ett inom romersk-katolska kyrkans latinska rit brukligt kyrkligt plagg som utmärker biskopar och abbotar, och som även bärs av korherrar (kaniker).
Rochetten tillverkas av vitt linne eller finaste bomull. Den liknar till utförandet ett röklin och är således knälång och tämligen vid, men uppvisar i motsats till röklinet trånga ärmar och en ansenlig mängd spets. När rochetten bärs till kordräkten, täcks det vanligtvis av mozettan, ett slags kort kappa i kordräktens färg som endast täcker axlarna. Historiskt sett är rochetten och röklinet vitt skilda företeelser; den förra kommer från ett antikt värdighetsplagg, medan det senare har utvecklats ur den liturgiska alban. De kan mycket väl kombineras, varvid rochetten bärs under röklinet.
Fram till Paulus VI:s reform av kordräkterna inom den latinska riten, hade rochetten alltid ansetts beteckna jurisdiktionsrätten, varför den inför en kyrklig överordnad täcktes medelst en mantelletta – ett ärmlöst, knälångt, framtill uppskuret kappliknande plagg i kordräktens färg. Då biskopar endast äger jurisdiktionsrätt över sitt eget stift, täckte biskopen sin rochett så snart han lämnade sitt stift. Biskopar utan ordinär jurisdiktion (vigbiskopar och hjälpbiskopar) täckte av samma skäl alltid rochetten med mantelettan. Inför påven täckte även kardinalerna rochetten.